# Frea flavomarmorata
Frea flavomarmorata là một loài bọ cánh cứng trong họ Cerambycidae.